# Neha Goyal
Neha Goyal (en hindi : नेहा गोयल) née le 15 novembre 1996, est une joueuse professionnelle indienne de hockey sur gazon.

## Carrière
Goyal faisait partie de l'équipe indienne de 18 membres pour la Coupe du monde 2018 à Londres. Lors de leur match d'ouverture, l'Inde a joué contre l'hôte anglais, où Goyal a donné l'avantage à l'Inde à la 25e minute avant que l'Angleterre n'égalise et le match se termine par un match nul,.